# Synagoge (Konz)

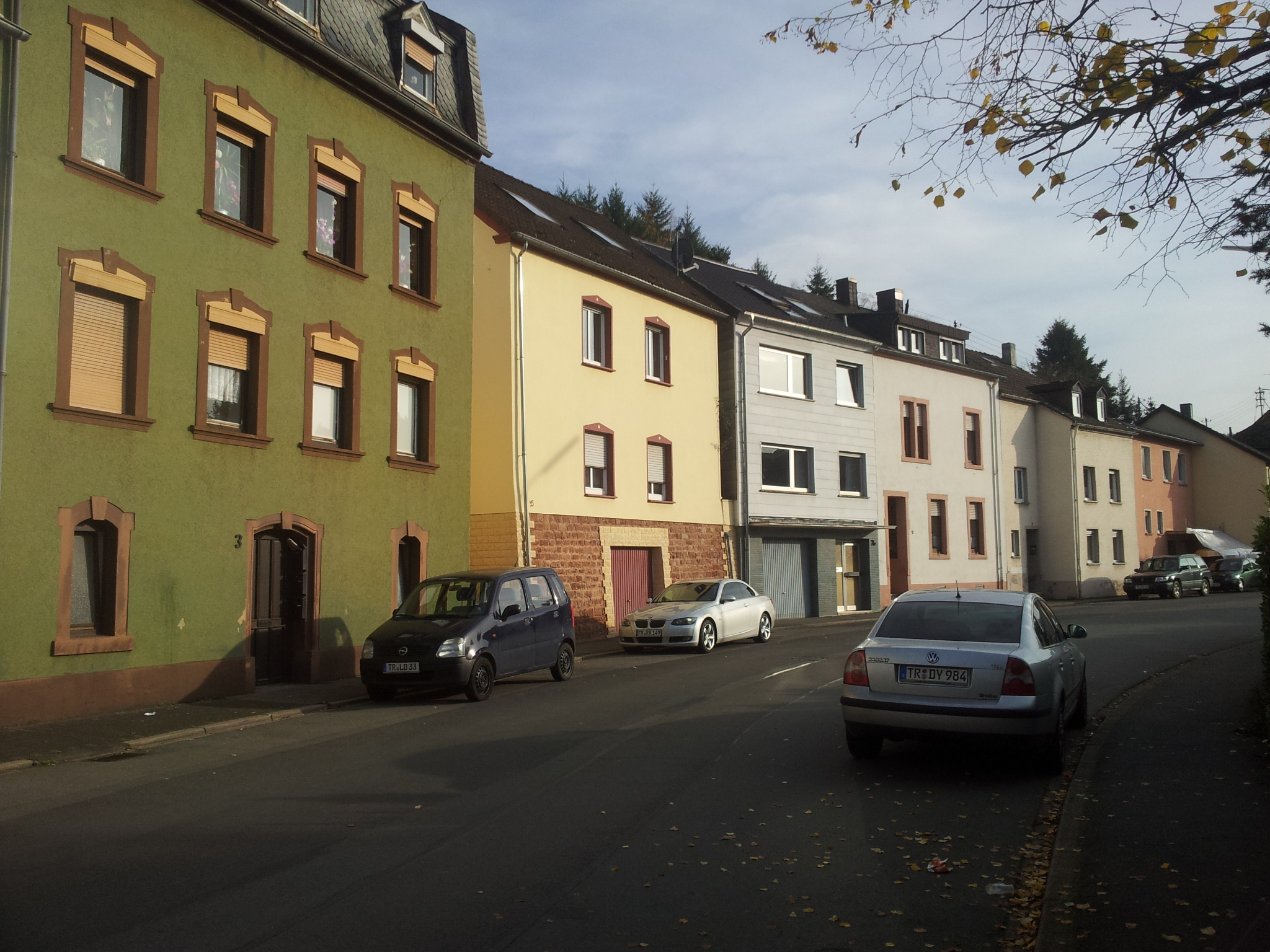
Blick zur ehemaligen Synagoge (2. Haus v. l.; 2014)

Die Synagoge in Konz wurde 1886 in der Lindenstraße 5 errichtet. Bei den Novemberpogromen 1938 wurde die Inneneinrichtung der Synagoge verwüstet. 1957 wurde die Synagoge zu einem noch heute genutzten Wohnhaus umgebaut.

## Synagoge
Die Synagoge wurde 1886 in der Lindenstraße 5 errichtet. In der Nord- und in der Südwand befanden sich je zwei große Rundbogenfenster. Der Betsaal befand sich im Erdgeschoss. Die Frauenempore im Obergeschoss konnte über eine Treppe erreicht werden. Bei den  Novemberpogromen 1938 wurde die Inneneinrichtung verwüstet. Da ein Übergreifen der Flammen auf die Nachbargebäude befürchtet wurde, wurde die Synagoge nicht in Brand gesetzt. Die Inneneinrichtung wurde auf die Straße verbracht und dort verbrannt. 1957 ging das Synagogengebäude in Privatbesitz über und wurde zu einem noch heute genutzten Wohnhaus umgebaut.

## Jüdische Gemeinde Konz
Die erste Nennung jüdischer Einwohner geht in das Jahr 1808 zurück. Es handelte sich um eine Familie die aus der Nachbargemeinde Könen nach Konz gezogen war. Ab der Mitte des 19. Jahrhunderts stieg die Zahl der Mitglieder der jüdischen Gemeinschaft stark an und erreichte 1925 mit 69 Mitgliedern ihren höchsten Stand. Den Status einer eigenständigen Synagogengemeinde erhielt die Gemeinde mit dem Bau der Synagoge. Bis zu diesem Zeitpunkt gehörten die jüdischen Einwohner zur jüdischen Gemeinde Könen und nutzten die dortige Synagoge. Ab dem Ende  des 19. Jahrhunderts stand der Gemeinde ein eigener Friedhof zur Verfügung. Davor wurden die Verstorbenen auf dem  jüdischen Friedhof in Könen beigesetzt. Die Gemeinde verfügte ebenfalls über eine eigene Religionsschule.  Mit der Machtergreifung Adolf Hitlers 1933 verstärkten sich die Repressionen gegen die jüdischen Einwohner. Dies führte dazu, dass ein großer Teil der jüdischen Einwohner emigrierte. 1938 lebten nur noch 25 Mitglieder der jüdischen Gemeinschaft in Konz.

### Entwicklung der jüdischen Einwohnerzahl
| Jahr | Juden | Jüdische Familien |
| ---- | ----- | ----------------- |
| 1808 |       | 1                 |
| 1843 | 14    |                   |
| 1895 | 49    |                   |
| 1925 | 69    |                   |
| 1933 | 61    |                   |
| 1938 | 25    |                   |

Quelle: alemannia-judaica.de; jüdische-gemeinden.de
Laut dem Gedenkbuch – Opfer der Verfolgung der Juden unter der nationalsozialistischen Gewaltherrschaft 1933–1945 und der Zentralen Datenbank der Namen der Holocaustopfer von Yad Vashem wurden 27 Mitglieder der jüdischen Gemeinschaft Konz (die dort geboren wurden oder zeitweise lebten) während der Zeit des Nationalsozialismus ermordet.